# Abbazia di San Basilide
L'abbazia di San Basilide, nota anche come badia Cavana, è un'abbazia vallombrosana romanica, con annessa chiesa dedicata ai santi Pietro e Paolo, situata in strada comunale della Badia 10 a San Michele Cavana, frazione di Lesignano de' Bagni, in provincia e diocesi di Parma; è sede di una parrocchia compresa nella zona pastorale della Pedemontana.

## Storia
I lavori di costruzione della badia, collocata lungo la trafficata via romea che conduceva all'abbazia di Linari sul passo del Lagastrello, furono avviati all'incirca tra il 1096, anno di istituzione del monastero di San Marco di Piacenza, e il 1106, anno di consacrazione a vescovo di Parma del suo fondatore, il monaco vallombrosano san Bernardo degli Uberti, consigliere della contessa Matilde di Canossa; l'ampia struttura, dai tratti tipici dei monasteri appartenenti all'ordine monastico, fu edificata a partire dalla zona absidale e completata durante l'episcopato di Bernardo, sicuramente entro il 1115, quando fu menzionata come Monasterium S. Basilidis Parmensis Diocesis in un privilegio del papa Pasquale II nell'elenco delle 23 abbazie vallombrosiane italiane.
Nel 1117 un terremoto causò vari danni alla chiesa, che, grazie probabilmente a donazioni da parte di Matilde di Canossa e dei conti della Palude, fu in parte ricostruita con l'aggiunta dell'esonartece, i cui capitelli furono scolpiti dagli stessi artisti che lavorarono nel duomo di Parma.
Il monasterium de Cavanna in plebatu Cavanne fu menzionato nel 1230 quale dipendenza dell'abbazia di Vallombrosa.
Nel 1256 furono effettuati i primi lavori di risistemazione del nartece, in seguito modificato a più riprese.
La piccola comunità monastica, sostenuta finanziariamente dalla famiglia della Palude, mantenne la piena guida della struttura fino al 1419, quando all'abate fu affiancato un commendatario; negli anni i rapporti con la casata si inasprirono e il monastero cadde in declino, che culminò nel 1484, a causa del rifiuto da parte dei vallombrosani di sottostare alla riorganizzazione dell'ordine imposta dal papa Innocenzo VIII; gli ultimi monaci scomparvero dopo il 1492 e l'abbazia fu ridotta a commenda di importanti famiglie: Gonzaga, Riario, Sanvitale, Imperiale, Meli Lupi, Barberini e Farnese.
Durante la commenda di Paolo Sanvitale, che si protrasse dal 1548 al 1601, il chiostro fu parzialmente ristrutturato. Inoltre, nel 1564 la chiesa di San Basilide fu reintitolata ed elevata al rango di parrocchia, prendendo il posto dell'antica pieve di San Pietro di San Michele Cavana, da decenni in rovina; all'arciprete fu concesso l'uso dell'altare per le funzioni liturgiche, mentre la canonica fu ricavata inizialmente nella torretta del monastero, per poi essere spostata nell'ala nord-ovest del chiostro.
Nel corso della successiva commenda di Diofebo Farnese, che si concluse nel 1622, la chiesa fu ristrutturata in stile barocco: furono intonacate tutte le pareti e furono decorati a chiaroscuro l'arco del presbiterio e la volta del transetto, ove furono anche modificate le finestre.
Intorno al 1718, durante la commenda di Giuseppe Renato Imperiali, che si protrasse dal 1691 al 1732, gli interni del luogo di culto furono ulteriormente trasformati: furono sostituite le capriate lignee di copertura con quattro volte a crociera, fu innalzata sui fianchi una serie di lesene, fu sopraelevato il pavimento, furono chiuse le monofore della navata e della facciata, fu rimosso il ciborio sull'altare maggiore, che fu ricostruito, e furono aggiunti i due altari laterali.
Nel 1798 fu nominato l'ultimo commendatario Maurizio Meli Lupi; nel 1805 i decreti napoleonici sull'eversione dell'asse ecclesiastico comportarono la confisca da parte del governo del monastero, che fu successivamente alienato a privati e destinato a usi residenziali e agricoli.
Nel 1854 il campanile fu consolidato strutturalmente e nel 1886 fu sopraelevato e modificato nelle aperture della cella campanaria.
Tra il 1934 e il 1942 il parroco sottopose la chiesa a profondi lavori di ristrutturazione, volti a riportare alla luce l'originaria veste romanica: furono rimossi tutti gli intonaci, furono riaperte le finestre della navata, della facciata e del transetto, furono ricostruiti l'altare maggiore in arenaria e l'ambone e fu resa nuovamente accessibile la scala della cripta. Gli interventi furono estesi tra il 1942 e il 1950 al chiostro, alla canonica e alla torre campanaria, in seguito rinforzata strutturalmente nel 1959.
Nel 1943 la famiglia Isi alienò l'ex monastero agli Aimi, attuali proprietari della struttura.
Nel 1961 la chiesa fu nuovamente ristrutturata allo scopo di ripristinare il suo aspetto originario: furono sostituite le volte a crociera con le capriate lignee e fu abbassato alla quota originaria il pavimento.
Tra il 2004 e il 2005 gli esterni del tempio furono interamente restaurati.
Il terremoto del 23 dicembre del 2008 danneggiò il luogo di culto, che tra il 2011 e il 2015 fu nuovamente sottoposto a lavori di restauro e consolidamento strutturale.
Nel 2016 l'ex canonica parrocchiale fu interamente ristrutturata e trasformata in un piccolo bed and breakfast.

## Descrizione
L'abbazia si sviluppa attorno a un chiostro quadrato, la cui ala settentrionale è costituita dalla chiesa dei Santi Pietro e Paolo; il tempio è accessibile direttamente dalla strada comunale a ovest attraverso la scalinata e il sagrato, affiancato dall'ex canonica.

### Chiesa dei Santi Pietro e Paolo

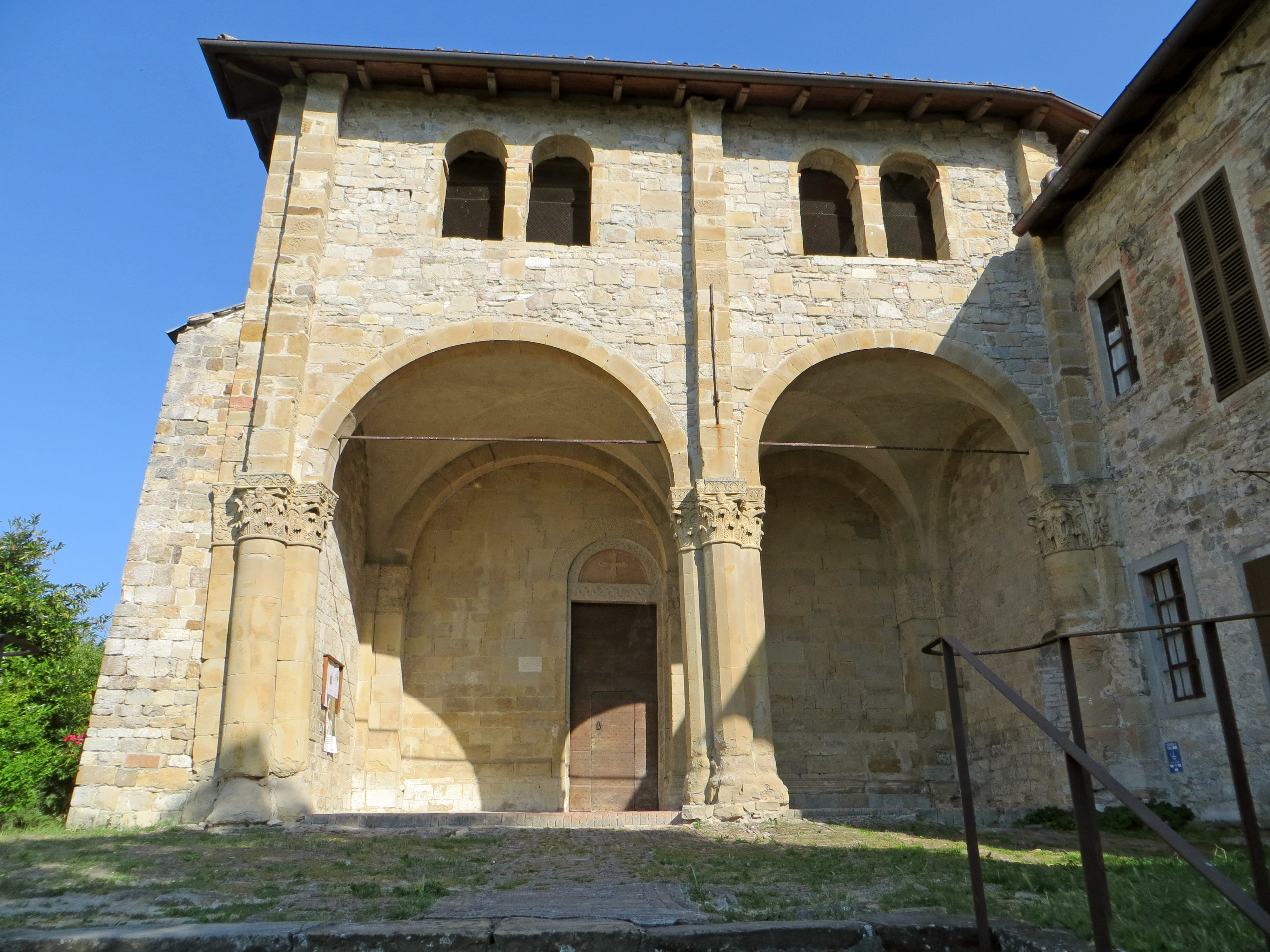
Facciata della chiesa

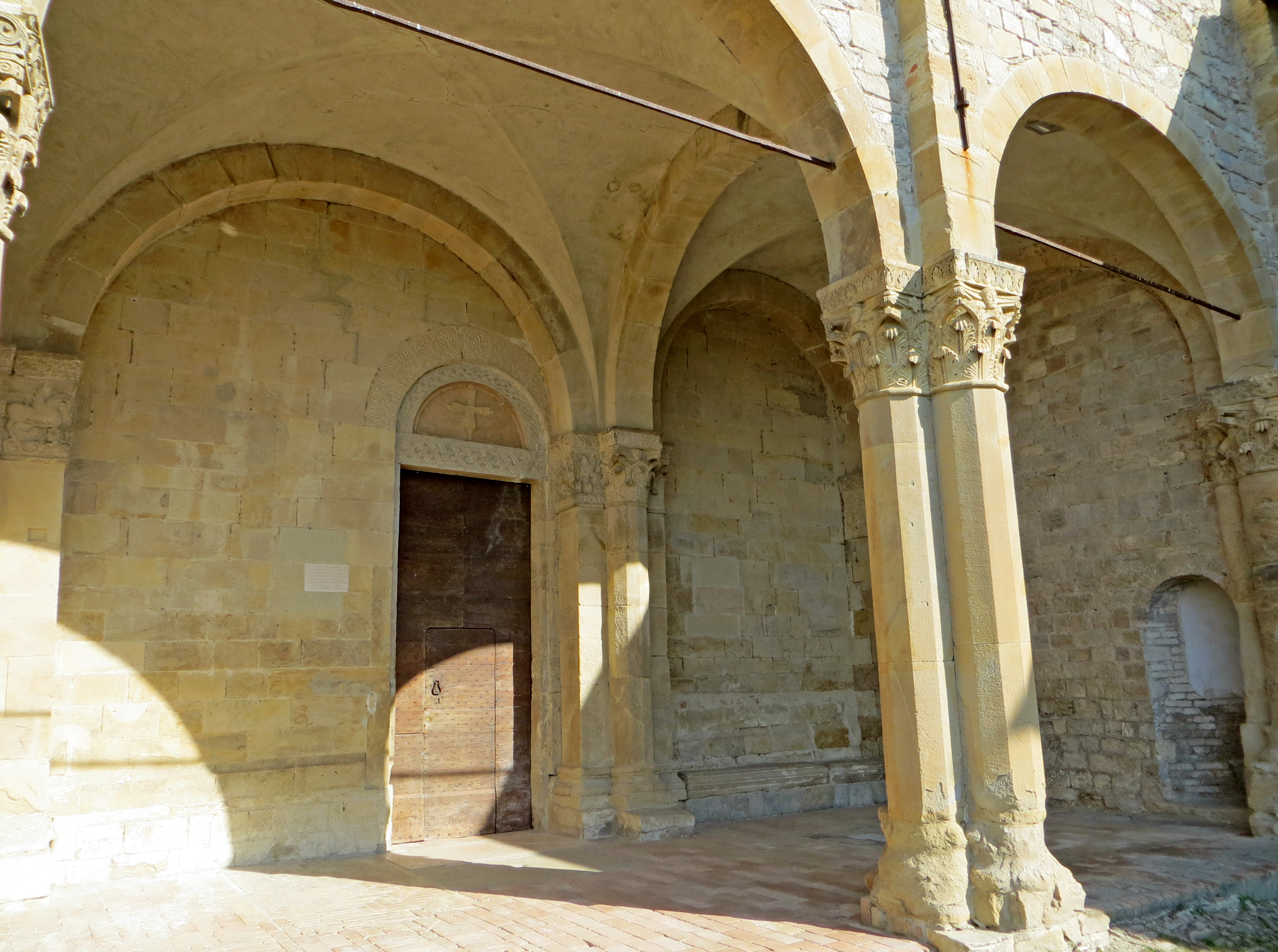
Nartece della chiesa

La chiesa si sviluppa su una pianta a T, con ingresso, preceduto da esonartece, a ovest e presbiterio absidato, affiancato dai due bracci del transetto, a est.

#### Nartece
La facciata è preceduta dalle due simmetriche arcate a tutto sesto del nartece elevato su due livelli, risalente agli anni immediatamente successivi al 1117; la struttura in arenaria, coperta da due volte a crociera intonacate, fu modificata più volte nei primi secoli: mentre probabilmente in origine il primo piano non esisteva e il portico si sviluppava in profondità su due campate, in seguito, forse già nel 1256, fu aggiunto il livello superiore e fu abbattuta la campata più esterna.

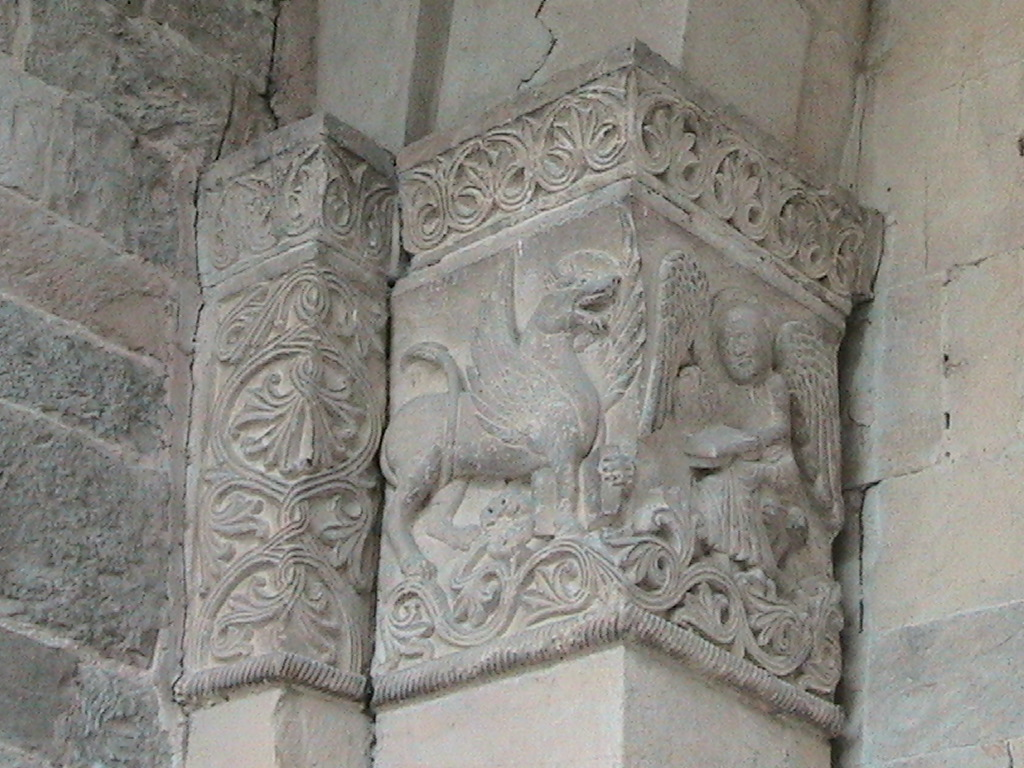
Capitello interno sinistro del nartece

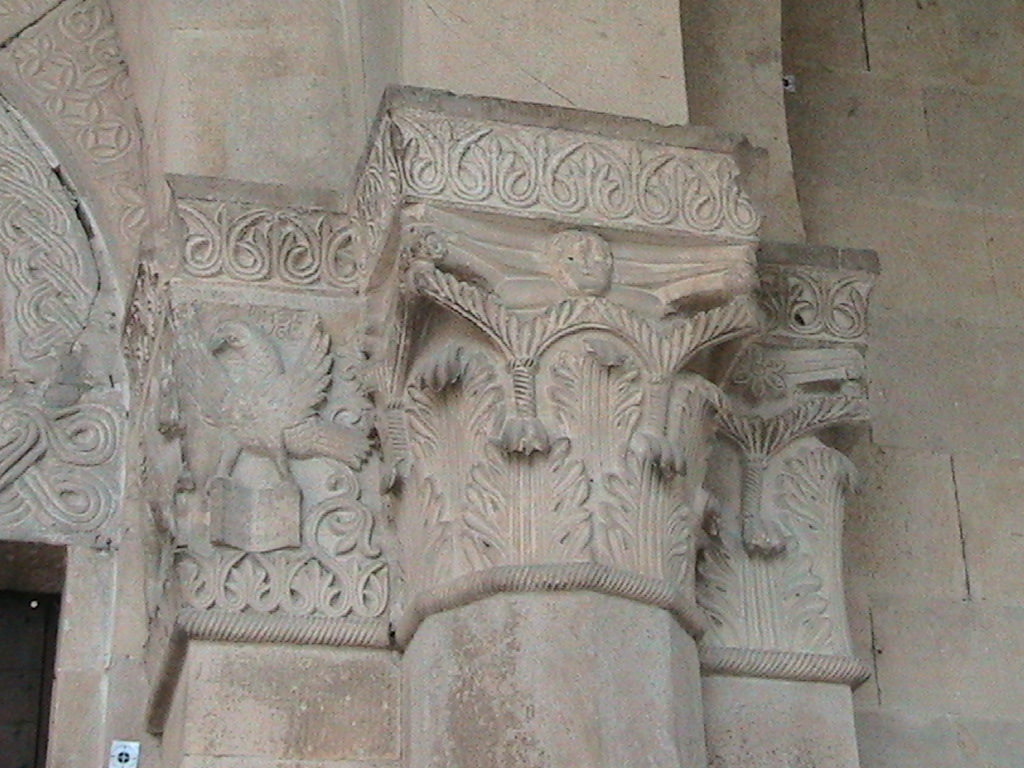
Capitello interno centrale del nartece

Il nartece è sorretto da sei pilastri cruciformi costituiti da elementi semicircolari e, nella fila più interna, rettangolari; in sommità si stagliano i pregevoli capitelli romanici, risalenti alla più antica fase costruttiva dell'abbazia; riccamente scolpiti dalle stesse maestranze che operarono nel duomo di Parma, gli altorilievi rappresentano prevalentemente motivi vegetali, tra cui palmette, foglie d'acanto, tralci di vite e intrecci di vimini, alternate ad animali fantastici e, nei capitelli ai lati del portale d'ingresso, ai simboli dei quattro Evangelisti: il leone alato di san Marco, l'uomo alato di san Matteo, il bue alato di san Luca e l'aquila di san Giovanni; le figure sono affiancate da libri aperti, su cui sono parzialmente distinguibili le iscrizioni Marcus Evangelista, Sanct Mahthau Evangelista, S Lucas Evangelista e S Iohs Evgl.
Nella campata di sinistra è collocato il portale d'ingresso alla chiesa, sormontato da una lunetta ad arco a tutto sesto delimitata da una doppia cornice scolpita internamente con intrecci di vimini ed esternamente con motivi a palmette e fiori; nel centro campeggia una croce greca in rilievo, con quattro palle alle estremità.
Il primo piano del nartece, intonacato, è scandito da tre lesene in blocchi irregolari di arenaria; al centro di ciascuna delle due parti si apre in sommità un'ampia bifora suddivisa nel mezzo da un pilastrino.

#### Fianchi e campanile

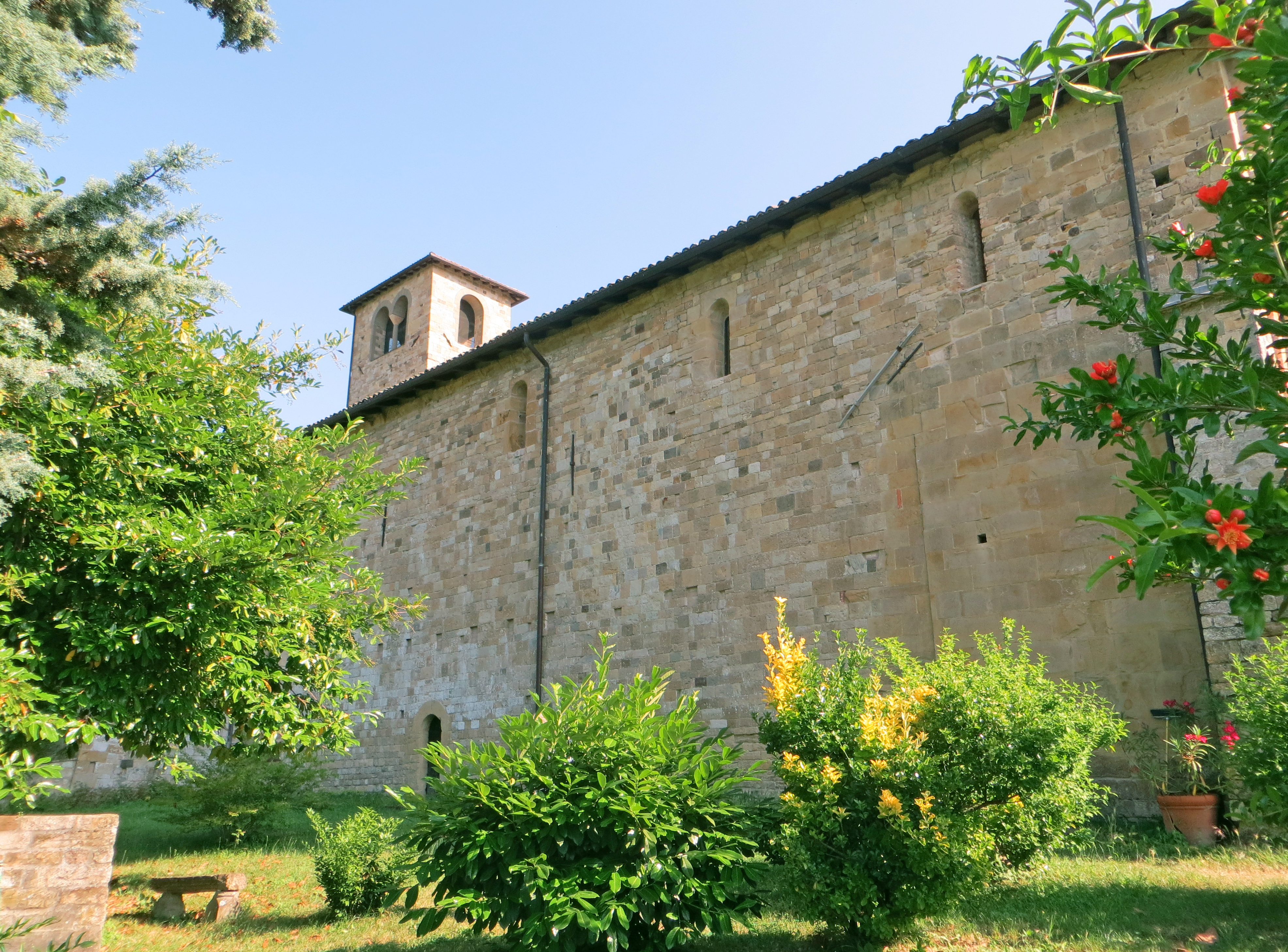
Lato nord della chiesa e campanile

I fianchi della chiesa sono interamente rivestiti in conci di pietra disposti in filari orizzontali; frammiste ai blocchi, si distinguono alcune porzioni di murature in laterizio, aggiunte in epoca successiva soprattutto sul retro nella zona dell'abside.
In sommità si aprono su ogni lato quattro piccole monofore strombate ad arco a tutto sesto.
Il campanile si eleva posteriormente dietro al braccio destro del transetto, in adiacenza all'ala est del chiostro; la semplice torre in pietra si sviluppa su una pianta rettangolare; la cella campanaria, modificata nel 1886, si affaccia sui lati corti attraverso ampie monofore a tutto sesto e su quelli lunghi attraverso bifore separate da esili colonnine centrali.

#### Navata

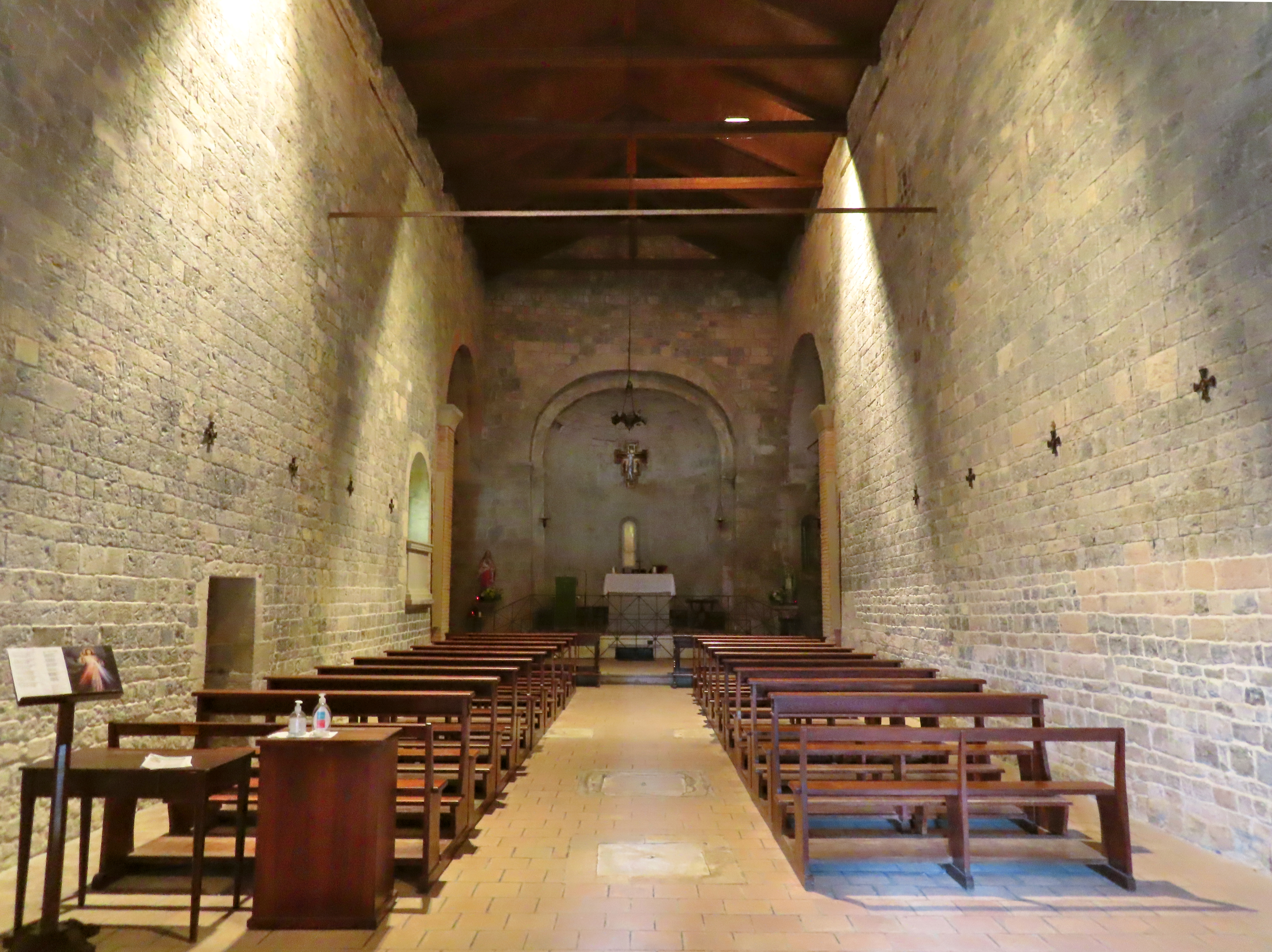
Navata

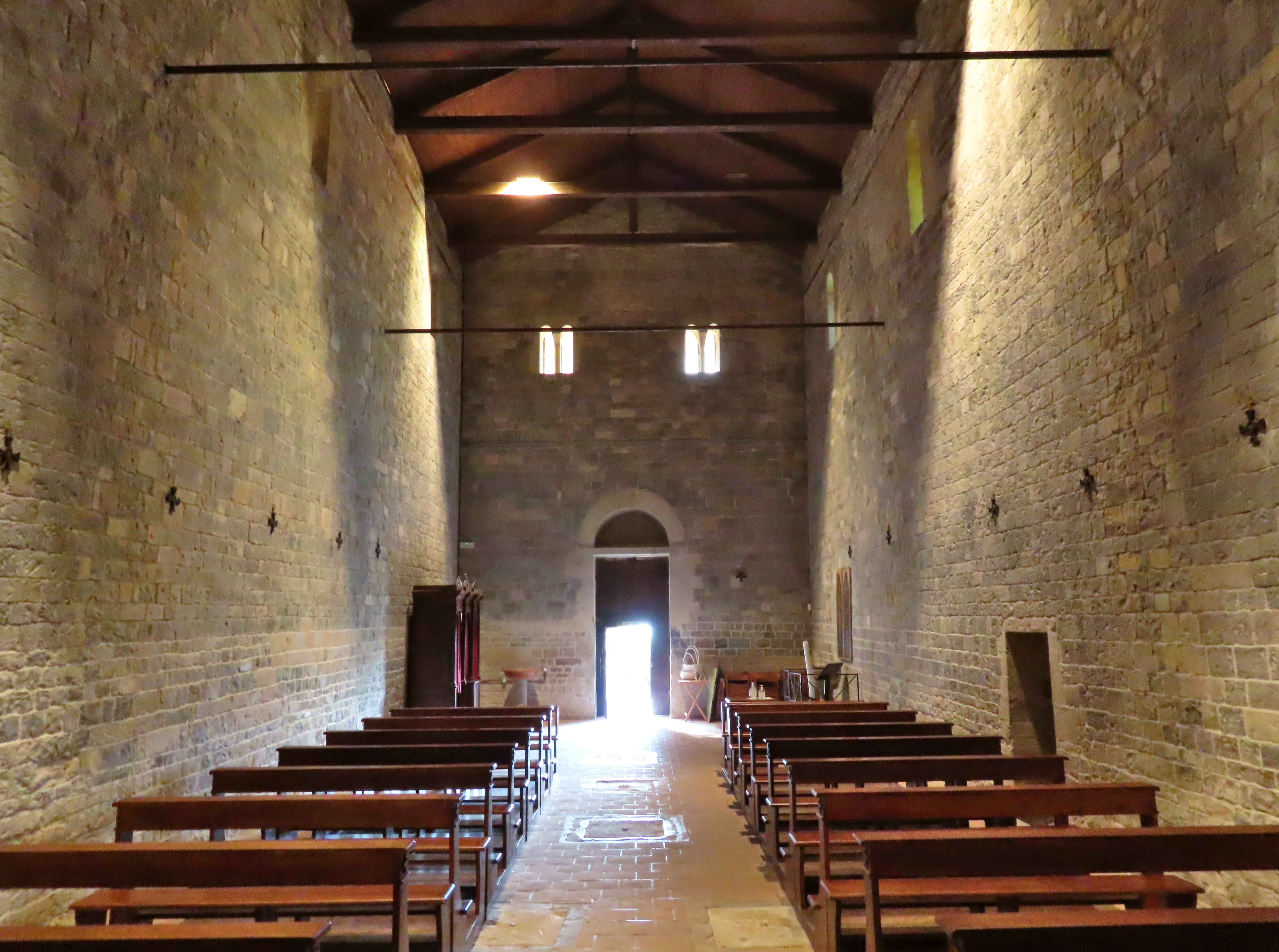
Controfacciata

All'interno la spoglia navata è coperta da un soffitto a capriate lignee, ricostruito nel 1961. Le pareti sono rivestite con filari orizzontali di conci di due diverse pietre: arenaria nelle parti inferiori, nell'abside e nelle cornici e silice celeste altrove; in sommità, si aprono sui fianchi otto sottili monofore e in controfacciata due piccole bifore.
Sul lato sinistro, è collocato accanto all'ingresso il fonte battesimale, costituito da un capitello di reimpiego del XII secolo, posto su una colonnina in arenaria; sul fondo si apre nella parete l'ampia nicchia ad arco a tutto sesto dell'ambone, ricostruito intorno al 1942.

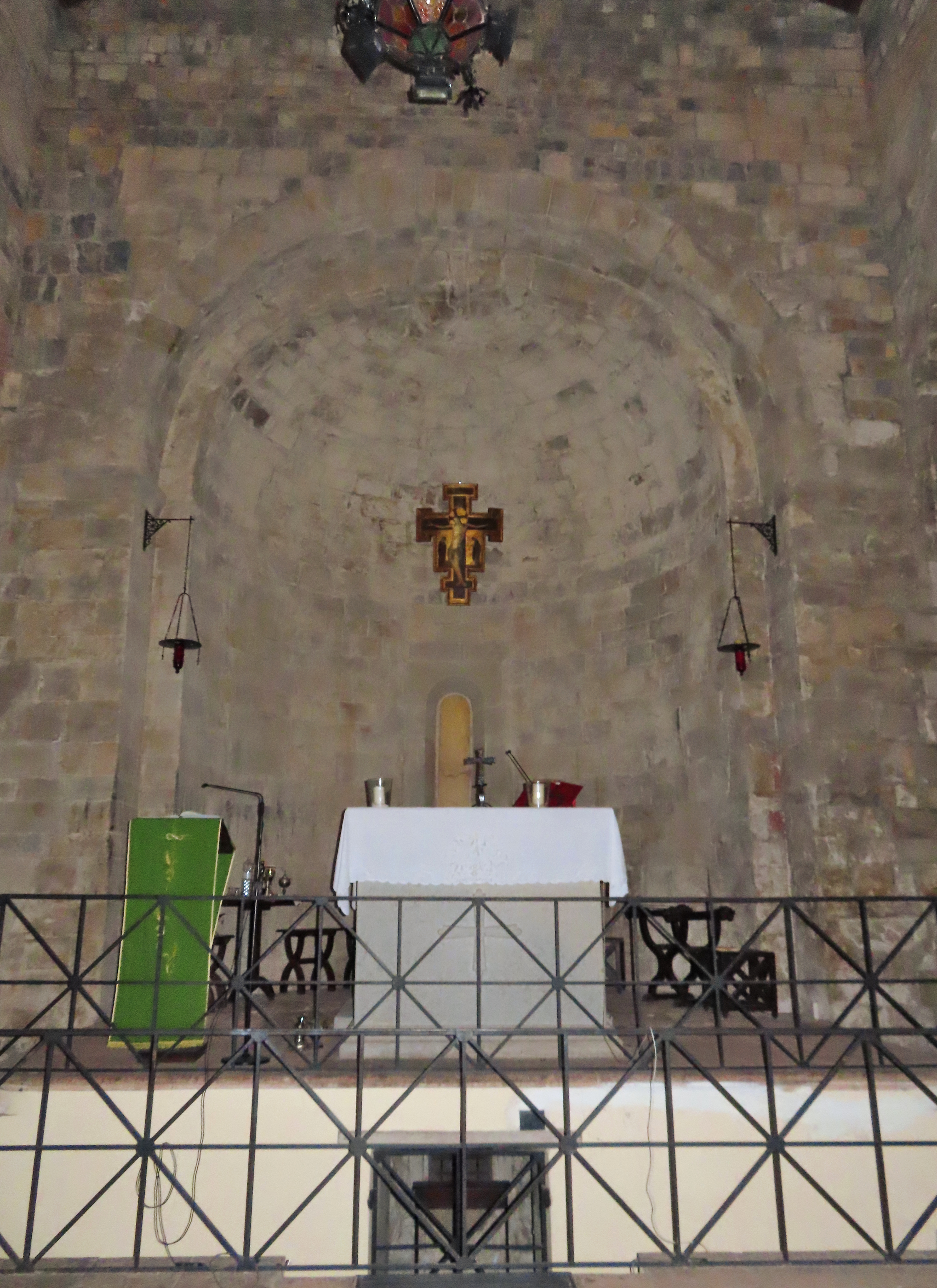
Presbiterio

I due rami del transetto ai fianchi del presbiterio, chiusi superiormente da volte a botte intonacate, ospitano i due altari laterali; dal braccio destro, la cui copertura è decorata con un grande affresco centrale raffigurante uno stemma farnesiano risalente agli inizi del XVII secolo, si accede al chiostro dell'antico monastero attraverso un portale romanico ad arco a tutto sesto.
Sul fondo, dietro all'altare maggiore novecentesco in arenaria coperto da mensa antica di reimpiego, si trova l'abside a pianta semicircolare; al centro è collocata una monofora ad arco a tutto sesto, chiusa nel 1942 con una lastra in onice dorato.
La chiesa conserva una sedia intagliata seicentesca, un candeliere smaltato duecentesco, un calice sbalzato del 1599, un calice seicentesco e alcuni paramenti liturgici coevi.

#### Cripta
Davanti all'altare maggiore è collocata la scala in pietra a due rampe che conduce alla cripta.
Il piccolo ambiente, coperto da volta a botte lunettata, è riccamente decorato con stucchi barocchi, risalenti al XVIII secolo, raffiguranti putti, gigli farnesiani e volute; le aperture laterali sono affiancate da telamoni a sostegno dei frontoni circolari spezzati in rilievo.
Il locale conserva in un'urna le reliquie di san Basilide, titolare originario della chiesa.

### Monastero

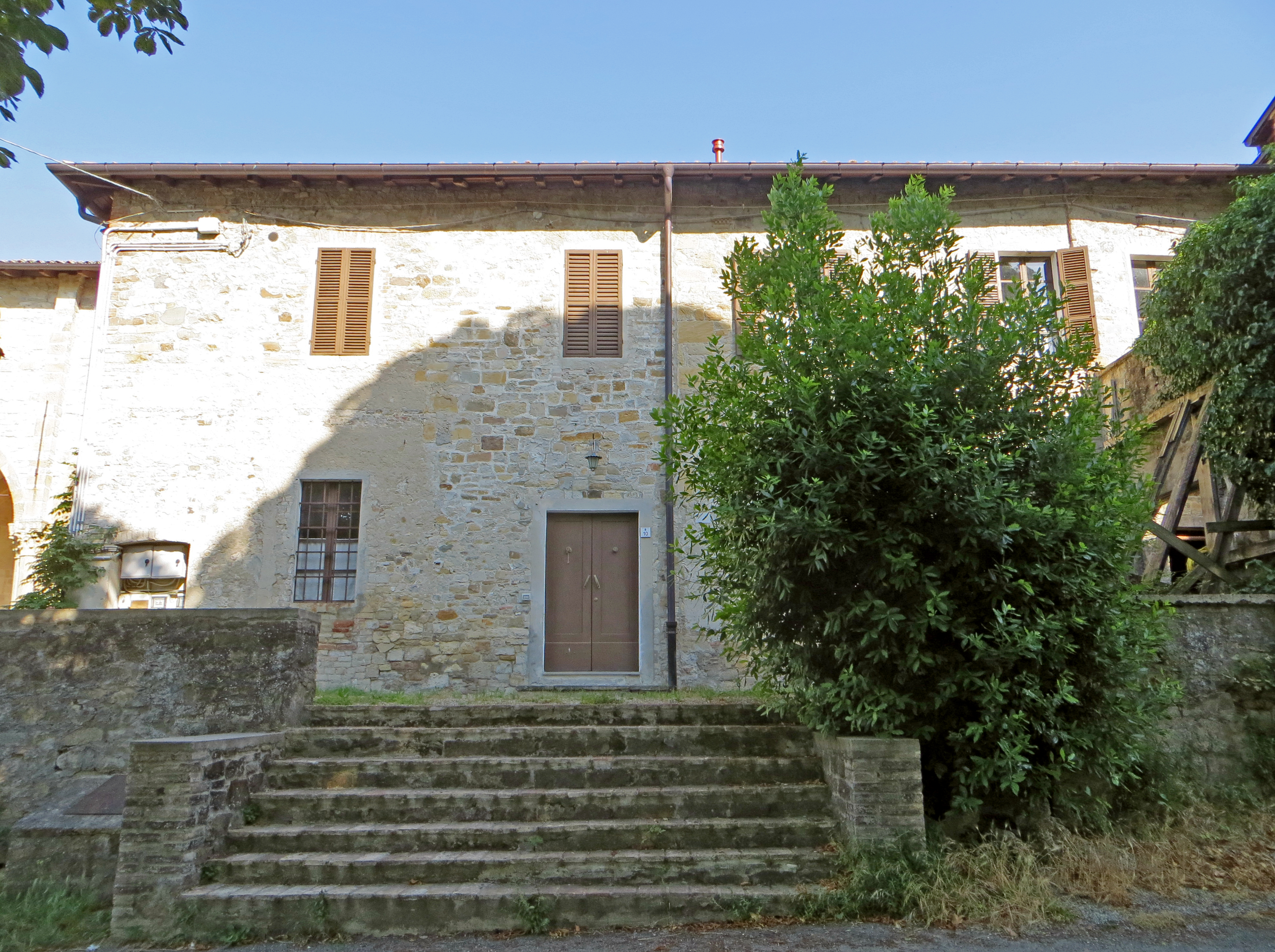
Facciata del monastero

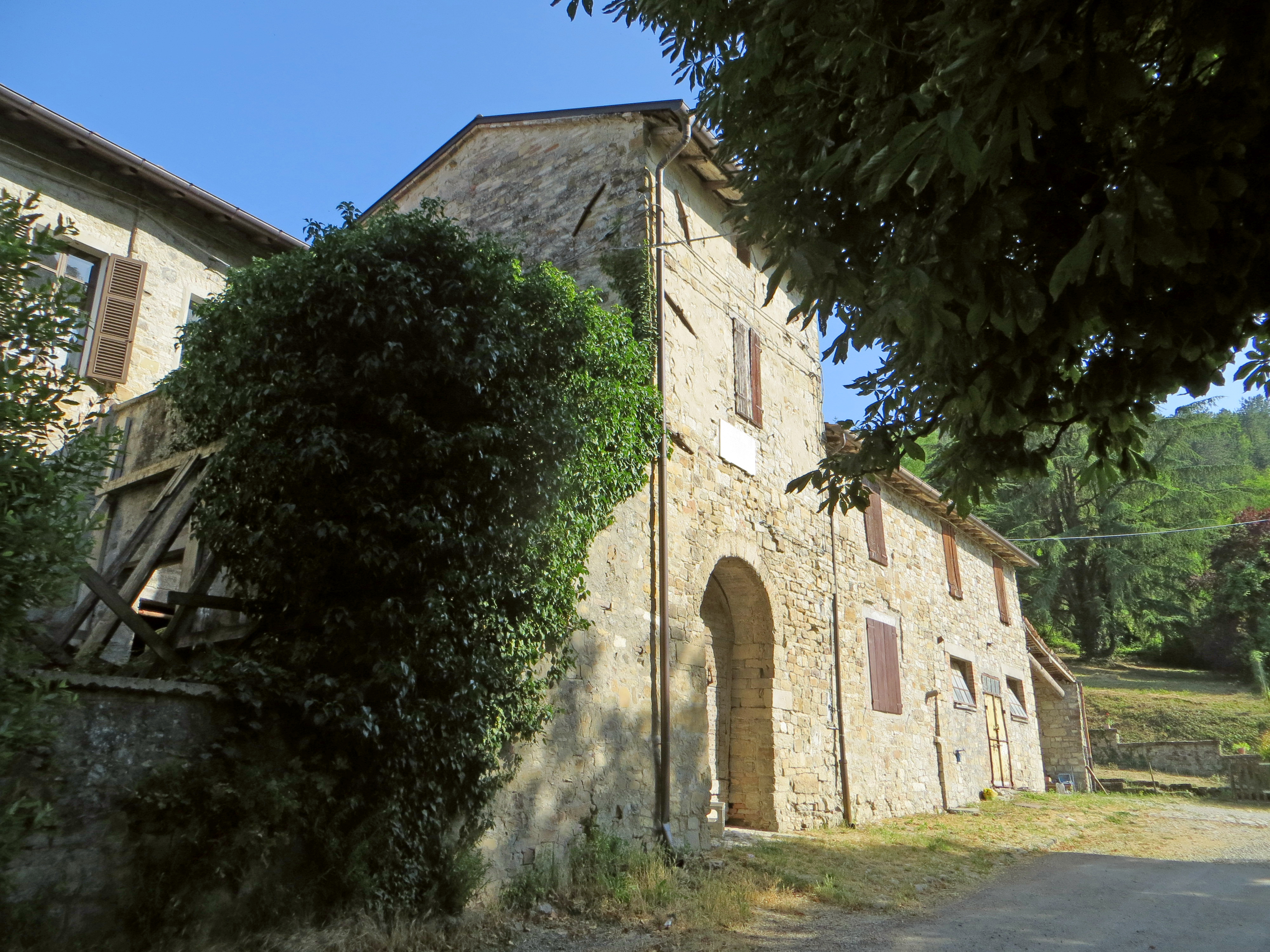
Facciata del monastero

L'ex monastero, accessibile a oriente dalla strada attraverso un ampio portale ad arco a tutto sesto, si sviluppa attorno al chiostro quadrato, invariato planimetricamente rispetto al XII secolo; gli edifici, modificati e adattati nei secoli alle nuove esigenze abitative e rurali, contenevano la sala capitolare e la cripta sepolcrale degli abati nell'ala est, il refettorio voltato a vela nell'ala sud e infine la canonica nell'ala ovest, trasformata nel 2016 in struttura ricettiva.
Benché fortemente rimaneggiata, la corte conserva vari elementi della struttura medievale, inglobati nelle murature in pietra; sono ancora visibili un'ampia bifora ad arco a tutto sesto con colonnina centrale coronata da capitello a tronco di piramide, alcune arcate e varie porzioni di pilastri e colonne.
Su un lato del chiostro è collocato il duecentesco monumento sepolcrale di Gerardino di Saviola; il tempietto funebre è posizionato all'interno di un piccolo portico coperto da volta a botte, retto da una pregevole colonnina in marmo rosso di Verona con capitello decorato con foglie d'acanto.
La canonica conserva alcune opere di pregio, tra cui alcuni frammenti di sculture medievali, i due dipinti raffiguranti le Sante Agata, Lucia e Apollonia e San Giuseppe che presenta san Basilide alla Madonna col Bambino, eseguiti alla fine del XVIII secolo forse da Atanasio Favini da Coriano, e un olio settecentesco rappresentante la Madonna e i santi Michele, Pietro e Paolo.